# Ле-Локль
Ле-Локль (фр. Le Locle) — город в Швейцарии, в кантоне Невшатель. Вместе с соседним городом Ла-Шо-де-Фон входит в число памятников Всемирного наследия как выдающийся пример «города-фабрики» эпохи промышленной революции, специализировавшегося на определённой индустрии — в данном случае это производство часов.
Расположен в Юрских горах. Население 10 741 человек (на 31.12.2021).

## Описание
Ле Локль является родиной таких известных всему миру марок швейцарских часов, как Tissot, Ulysse Nardin, Zenith и Павел Буре. Изначально архитектура города была призвана отвечать потребностям часовой промышленности, поэтому планировка улиц отличается упорядоченностью. Благодаря этой своей особенности Ле Локль также неофициально именуется «Городом точности».
В 2009 году Ле Локль вместе с соседним городом Ла-Шо-де-Фон был причислен к перечню объектов Всемирного наследия ЮНЕСКО. Оба города были отмечены критерием iv: они представляют собой уникальный городской и архитектурный ансамбль, целиком посвящённый часовой промышленности, действующей здесь с XVIII века по наши дни. Производственные и жилые кварталы имеют здесь очень тесную связь и взаимоотношения. Рациональное и прагматичное планирование городского пространства способствует стабильному развитию моно-индустрии, делая из населённых пунктов «города-фабрики»..
Ла Шо-де-Фон и Ле Локль можно назвать своего рода свидетелями целой промышленной эпохи. При застройке их территорий учитывались интересы часовых производителей и часовых мастеров, что способствовало переходу от ремесленного производства на дому к более концентрированному фабричному производству в конце XIX — начале XX веков. Сегодня в Ле Локле часовым делом занят каждый шестой житель.
В городе работает Музей часов, среди экспонатов которого представлены большие золотые настенные часы в стиле барокко, разнообразные настольные, напольные, карманные часы, часы с закрытыми стеклянными колпаками и расписными циферблатами из эмали, природные хронометры в виде распилов дерева и т. д. Есть также музей искусств и исторический музей.

## Население
Население на 31 декабря 2021 года — 10 741 человек, из них 3074 (28,6 %) — иностранцы.
Населения Ле-Локля, постоянно уменьшавшееся с 1970-х годов, значительно увеличилось в 2021 году, когда в его состав вошла соседняя коммуна Ле-Бренет.
| Коммуна                          | Постоянное население | Постоянное население | Население по переписям | Население по переписям | Население по переписям | Население по переписям | Население по переписям |
| Коммуна                          | 2020                 | 2010                 | 2000                   | 1990                   | 1980                   | 1970                   | 1930                   |
| -------------------------------- | -------------------- | -------------------- | ---------------------- | ---------------------- | ---------------------- | ---------------------- | ---------------------- |
| Ле-Локль в границах до 2020 года | 9864                 |                      | 10 529                 | 11 313                 | 12 039                 | 14 452                 | 12 001                 |
| Ле-Бренет                        | 1014                 |                      |                        |                        |                        |                        |                        |
| Ле-Локль в границах 2021 года    | 10 878               | 11 138               | 11 693                 | 12 431                 | 13 150                 | 15 779                 | 13 405                 |

## Города-побратимы
- Сидмут, Великобритания
- Жерармер, Франция

## Галерея

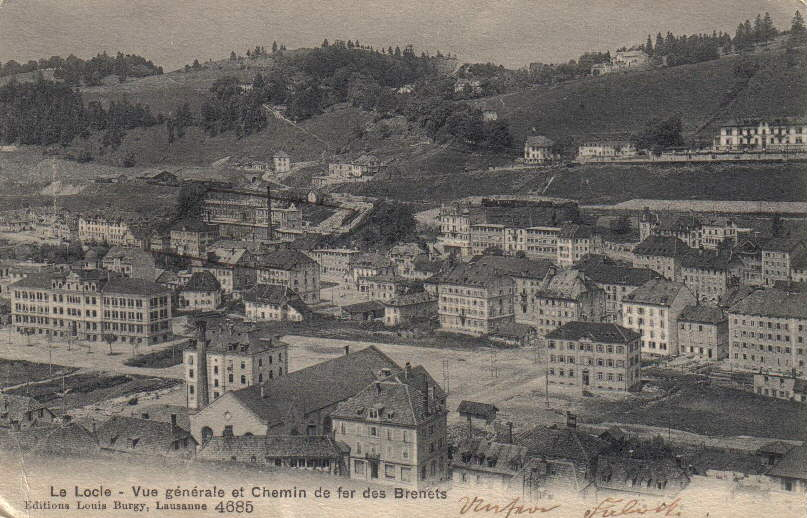
Ле Локль в 1907 году
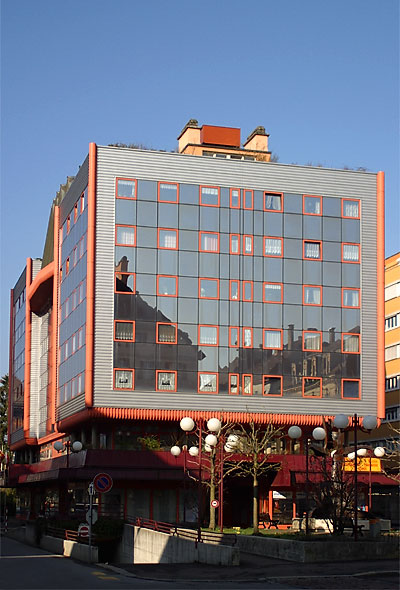
Отель Les Trois Rois
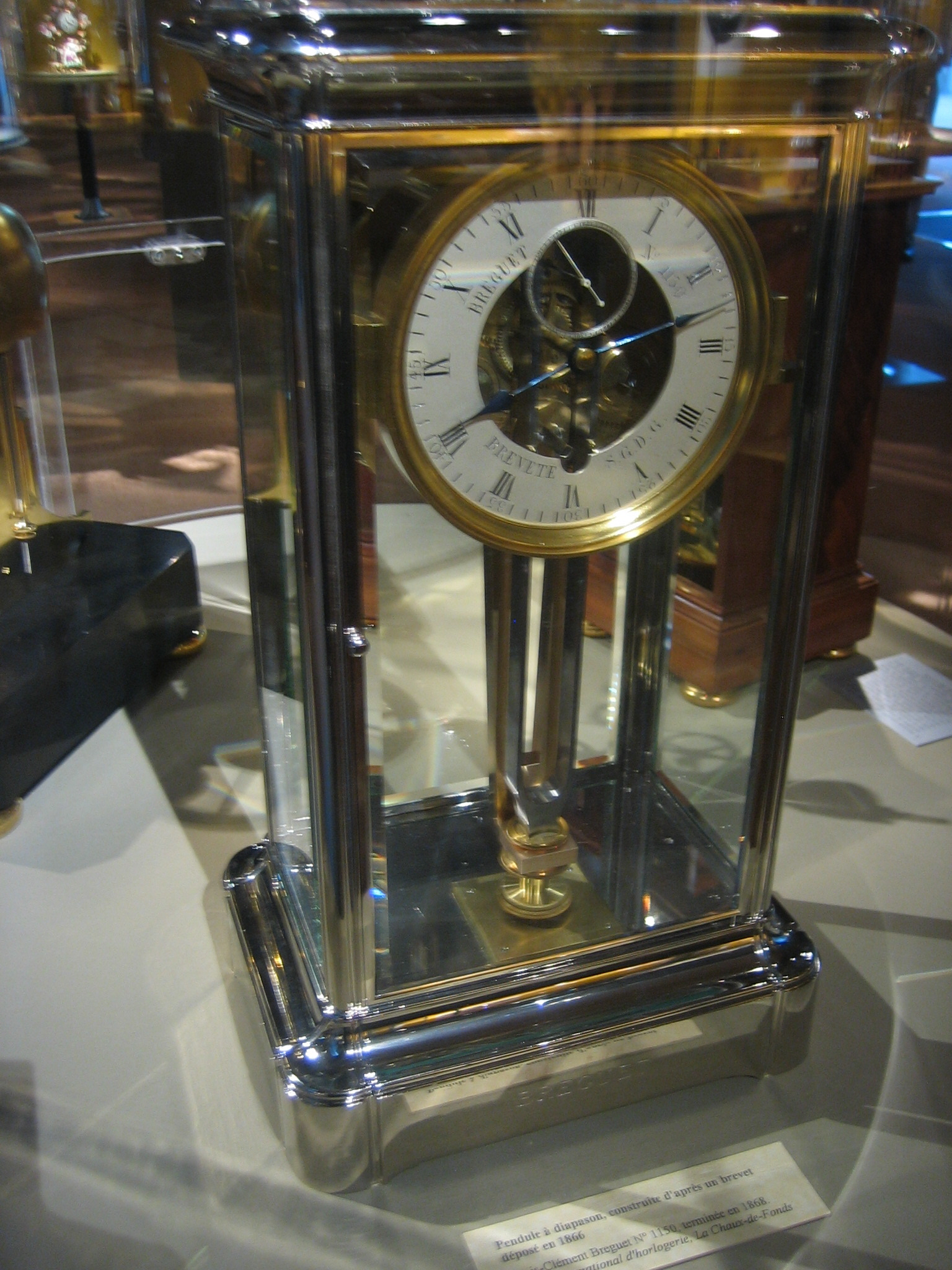